# River Angas
River Angas är ett vattendrag i Australien. Det ligger i delstaten South Australia, omkring 61 kilometer sydost om delstatshuvudstaden Adelaide.
Trakten runt River Angas är nära nog obefolkad, med mindre än två invånare per kvadratkilometer. Genomsnittlig årsnederbörd är 513 millimeter. Den regnigaste månaden är juni, med i genomsnitt 86 mm nederbörd, och den torraste är december, med 16 mm nederbörd.